# Вільям'єль-де-Толедо
Вільям'єль-де-Толедо (ісп. Villamiel de Toledo) — муніципалітет в Іспанії, у складі автономної спільноти Кастилія-Ла-Манча, у провінції Толедо. Населення — 906 осіб (2010).
Муніципалітет розташований на відстані близько 60 км на південний захід від Мадрида, 16 км на північний захід від Толедо.

## Демографія
Динаміка населення (INE ):

## Галерея зображень

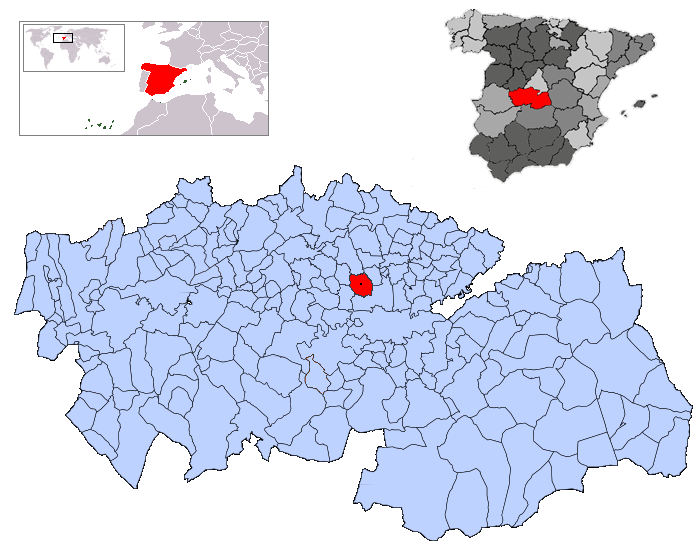
Розташування муніципалітету у провінції Толедо